# Blanche Bruce
Blanche Bruce (Farmville, 1841. március 1. – Washington, 1898. március 17.) az Amerikai Egyesült Államok szenátora (Mississippi, 1875–1881).